# I Won't Give Up
«I Won't Give Up» es una canción interpretada por el cantante estadounidense Jason Mraz, perteneciente a su cuarto álbum de estudio, Love Is a Four Letter Word. Fue lanzada como sencillo en iTunes el 3 de enero de 2012, donde alcanzó la primera posición a las pocas horas. Un vídeo musical fue subido a su cuenta oficial de Youtube el 2 de enero y fue dirigido por Elliot Sellers. Los críticos elogiaron su sencillez y su estructura musical acústica y lírica. Debutó en la octava posición del Billboard Hot 100 con 229 000 descargas que le permitieron obtener la primera posición de la lista del Hot Digital Songs. Es su segunda canción en posicionarse entre los primeros diez de la lista estadounidense.

## Antecedentes
El periódico Hechos de Hoy calificó a «I Won't Give Up» como «un tema en el que predomina el sonido de la guitarra y de su propia voz frente a otros instrumentos, aunque el ritmo es mucho más tranquilo que el de «I'm Yours»». Ha sido categorizada como una balada acústica y con los géneros soft rock y country.
El 2 de enero de 2012 la canción y su vídeo musical fueron estrenadas a través de Youtube, recibiendo más de dos millones de reproducciones en su primera semana.
El tema forma parte del proyecto In Search of Incredible, en el que Mraz busca a gente por todo el mundo con «interesantes historias que contar». Igualmente, representa un avance de su próximo álbum, que saldría a la venta a mediados de 2012.
El sitio web musical Cambio describió la lírica de la canción, diciendo: «Jason canta sobre estar en una relación que ha pasado por momentos difíciles, pero prometiendo que nunca se rendirá en lo que tienen». Además, los editores del sitio agregaron: «podemos imaginarnos a esta canción emocional siendo colocada en un número de películas románticas este año».

## Recepción

### Crítica
Katherine St Asaph, del sitio Pop Dust le dio al tema una crítica mixta, con tres estrellas de cinco; opinó que «I Won't Give Up» trataba de redimir a Mraz después del bajo desempeño de su sencillo anterior «The World As I See It», lanzado en iTunes en 2011 y que no logró ingresar a las listas musicales. Asaph dedujo que el sencillo no era comparable a «I'm Yours», pero si le encontró similitudes con otro sencillo de Mraz, «Lucky», perteneciente al álbum We Sing. We Dance. We Steal Things. (2008). Sobre su composición musical, la describió como una «balada acústica con un toque de "canto hablado", influenciada por el género soft rock a medida que avanza»; le dio un comentario positivo concluyendo que «es bueno escuchar a Mraz en un ritmo más lento y serio en comparación [con «I'm Yours»]. Y como una balada, está más que bien construida, haciéndose eco de las voces de fondo que entran casi al final».
La crítica de TheCelebrityCafe fue muy favorable, Chelsea Lewis, la editora del artículo, comentó que «[Mraz] mantiene una melodía y letras sencillas, no se oyen forzadas, parecen creadas sin mayor esfuerzo. La simplicidad de los instrumentos resaltan las letras sinceras, inspiradoras y honestas que Mraz presenta a la audiencia. La canción es simple, la emoción es verdadera y Mraz demuestra que sus juegos de palabras y sus obras maestras líricas están aquí para quedarse».

### Comercial
Al ser lanzada en iTunes el 3 de enero,  llegó rápidamente a la primera posición en Estados Unidos y Canadá, desbancando a «Sexy and I Know It» de LMFAO y a «Set Fire to the Rain» de Adele; se mantuvo 8 días consecutivos en dicha posición. Finalmente debutó liderando el conteo de Hot Digital Songs con 229 000 descargas digitales, y entrando al número 8 del Billboard Hot 100. También empezó a recibir airplay radial esa semana.

## Lista de canciones
- Digital download[14]

1. "I Won't Give Up" – 4:05

## Posicionamiento en listas
| Listas (2012–13)                            | Mejor posición |
| ------------------------------------------- | -------------- |
| Alemania (Offizielle Deutsche Charts)       | 73             |
| Australia (ARIA)                            | 22             |
| Austria (Ö3 Austria Top 40)                 | 12             |
| Bélgica (Flandes) (Ultratip Bubbling Under) | 14             |
| Bélgica (Valonia) (Ultratip Bubbling Under) | 28             |
| Canadá (Canadian Hot 100)                   | 11             |
| Corea del Sur International Singles (Gaon)  | 1              |
| Escocia (Scottish Singles Sales Chart)      | 14             |
| España (Top 100 Canciones)                  | 23             |
| Estados Unidos (Billboard Hot 100)          | 8              |
| Estados Unidos (Mainstream Top 40)          | 20             |
| Estados Unidos (Adult Top 40)               | 8              |
| Estados Unidos (Adult Contemporary)         | 3              |
| Irlanda (IRMA)                              | 10             |
| Nueva Zelanda (Recorded Music NZ)           | 37             |
| Noruega (VG-lista)                          | 15             |
| Países Bajos (Mega Single Top 100)          | 3              |
| Reino Unido (UK Singles Chart)              | 11             |
| Suiza (Schweizer Hitparade)                 | 28             |

## Versión de Titanium
La canción fue grabada por y lanzada como sencillo por boy band de Nueva Zelanda Titanium, que cuenta en su álbum debut All For You (2012).

### Desempeño en las listas
"I Won't Give Up" debutó y alcanzó el número dieciséis en la lista de New Zealand Singles Chart en 2012. En Australia después de un viaje corto de dos semanas a principios de 2013 y la fuerte promoción de la canción alcanzó el número 69 en la lista de Australian Singles Chart.

### Video musical
El video musical original, debutó en YouTube y rematado 800,000 visitas, pero fue reemplazado con un nuevo video que ha alcanzado ya más de 200,000 visitas. El video muestra a los seis chicos cantando en el estudio de grabación.

## Versiones de otros cantantes
Boyband de Nueva Zelanda, Titanium lanzado una versión de la canción como sencillo promocional de su álbum debut, All For You (2012). Cantante australiano Cody Simpson interpretó durante un concierto en las Bahamas. American Idol de la temporada 12 Johnny Keyser también cantó. La canción también fue cantada por Lea Michele como Rachel Berry en la temporada 3 episodio de Glee, titulado "Props". "I Won't Give Up" También está cantado por un grupo a cappella Straight No Chaser en la que Jason Mraz aparece en la grabación de "Under The Influence".